# Prototroctes maraena
Il temolo australiano (Prototroctes maraena Günther, 1864) è un pesce osseo appartenente alla famiglia dei Retropinnidi (i cosiddetti «sperlani meridionali»). Nonostante sia stato chiamato «temolo» dai primi colonizzatori europei, non è affatto imparentato con il suo omonimo dell'emisfero boreale, appartenente addirittura ad un ordine distinto, quello dei Salmoniformi.

## Descrizione
Il temolo australiano è un pesce snello che presenta una colorazione variabile dal marrone scuro al verde oliva sul dorso e bronzo-verdastra sui fianchi, occasionalmente con riflessi blu acciaio. Gli opercoli sono color argento, mentre il lato ventrale e quello inferiore della testa vanno dal bianco-argento al giallastro. Le pinne, trasparenti, presentano un leggero riflesso grigiastro o paglierino. La specie possiede grandi occhi, generalmente di colore giallo brillante, muso arrotondato e testa piccola.
Il temolo australiano misura generalmente 17–19 cm di lunghezza, ma può raggiungere i 30–33 cm. La mascella inferiore è più corta di quella superiore. Possiede una pinna adiposa situata tra le pinne dorsale e caudale. L'apertura boccale si spinge fino al di sotto dell'occhio. Non sono presenti né scaglie sulla testa né linea laterale. La mascella superiore è priva di denti, ma presenta un bordo corneo. Il numero di vertebre varia da 62 a 72
. Questa pesce emana un forte odore di cetriolo una volta catturato e tirato fuori dall'acqua. La maggior parte degli esemplari vive due o tre anni, ma alcuni possono raggiungere i cinque anni.

## Biologia
Il temolo australiano è una specie anfidroma che vive nel tratto superiore dei fiumi limpidi, dal corso sia moderato che rapido. A volte può essere trovato anche ad altitudini superiori ai 1000 m. Si riproduce nei fiumi costieri; la stagione riproduttiva, nell'autunno australe, varia a seconda del fiume e dell'habitat. Una femmina può deporre circa 47.000 uova. Le uova, demersali (che affondano verso il basso) e prive di aderenza sul fondale, hanno un diametro di 0,9 mm. Gli avannotti vengono trasportati dai fiumi verso il mare, dove i giovani temoli trascorrono i primi sei mesi della loro vita, dopo di che ritornano nei fiumi, dove trascorrono il resto dell'esistenza. Il temolo australiano si nutre di alghe e insetti acquatici. Con i denti a pettine presenti sulla mascella inferiore riesce a filtrare gli insetti situati tra le alghe filamentose; il colore nero del peritoneo potrebbe essere dovuto al contenuto vegetale nella dieta.

## Distribuzione e habitat
Il temolo australiano è diffuso nei corsi d'acqua dell'Australia sud-orientale, dal fiume Grose nel Nuovo Galles del Sud al fiume Hopkins nel Victoria. Vive anche in Tasmania e nell'isola di King, all'estremità occidentale dello stretto di Bass.

## Conservazione
Negli anni '80 del XIX secolo fu registrata una grave morìa di temoli australiani, in concomitanza con l'introduzione della trota in Tasmania. Nel 1888 Saville-Kent ipotizzò che assieme alla trota fosse stato introdotto anche un qualche tipo di malattia mortale: lo scenario che si presentava davanti agli occhi dei naturalisti era devastante; lo stesso Saville-Kent parla di esemplari morti e morenti
Al giorno d'oggi, la sopravvivenza della specie è ancora minacciata da vari fattori. In primo luogo la costruzione di dighe e sbarramenti ne ostacola gli spostamenti verso il mare e il ritorno nei fiumi nativi, dai quali dipende per la riproduzione. Inoltre, a causa della deforestazione, una grande quantità di terra e fango finisce nei fiumi, deteriorando la qualità dell'acqua. Anche le trote introdotte costituiscono un problema, sia perché danno la caccia al temolo che perché competono con esso per le prede.
Il temolo australiano viene classificato come specie «vulnerabile» (Vulnerable) ai sensi dell'Australian Protection and Biodiversity Conservation Act 1999, mentre l'Unione internazionale per la conservazione della natura (IUCN) lo classifica come «specie prossima alla minaccia» (Near Threatened).